# Valerie Hobson
Valerie Hobson (Larne, 14 april 1917 - Westminster, 13 november 1998) was een Britse actrice.

## Levensloop en carrière
Valerie Hobson werd geboren als Babette Valerie Louise Hobson in Noord-Ierland. Haar carrière startte in 1932. In 1935 speelde ze een hoofdrol in de film Bride of Frankenstein naast Boris Karloff en Colin Clive. Haar bekendste rollen speelde ze in Great Expectations (1946) en in Kind Hearts and Coronets uit 1949. Haar laatste rol dateert uit 1954.
Hobson was in 1939 gehuwd met Anthony Havelock-Allan, waar ze in 1952 van scheidde. In 1954 huwde ze met John Profumo, die in 1963 in een seksschandaal verzeild geraakte. Hobson steunde haar man. Het huwelijk bleef duren tot aan haar dood in 1998. Met Havelock-Allen had ze 2 kinderen, met Profumo 1 kind.
- Biblioteca Nacional de España: XX1636654
- Bibliothèque nationale de France: cb14052964z (data)
- Gemeinsame Normdatei: 141653418
- International Standard Name Identifier: 0000 0000 7982 3093
- Library of Congress Control Number: no90007884
- Nationale Bibliotheek van Tsjechië: pna2004259301
- Nationale Bibliotheek van Israël: 987007444578605171
- Nederlandse Thesaurus van Auteursnamen: 109733010
- SNAC: w6wf4cjm
- Système universitaire de documentation: 059729600
- Virtual International Authority File: 7590941
- WorldCat: E39PBJmXP3dMXhGxtQY4qTcHG3